# Andy Dritty
Andy Dritty (1982) is een Nederlandse politicus. Van 28 juni 2019 tot 9 april 2021 was hij lid van de Gedeputeerde Staten van Limburg.

## Biografie
Dritty ging naar het havo aan het Eijkhagencollege en volgde een lerarenopleiding aan de Fontys Hogescholen en behaalde een eerstegraads bevoegdheid in zowel algemene economie als bedrijfseconomie. Hij studeerde bedrijfskunde aan de Open Universiteit. Hij was docent handel en administratie op het DaCapo College en docent algemene economie en management en organisatie op het Bernardinuscollege en Eijkhagencollege.
Dritty was van 2006 tot 2014 namens GBBL wethouder van Landgraaf. Van 2014 tot 2018 was hij namens GBBL lid van de gemeenteraad van Landgraaf en fractievoorzitter van GBBL. Daarnaast was hij van 2014 tot 2019 directeur bij de Euregio Rijn-Maas Noord. Vanaf 28 juni 2019 was hij op persoonlijke titel lid van de Gedeputeerde Staten van Limburg. In dit extraparlementaire college nam hij de zetel in die bestemd was voor Lokaal-Limburg, dat echter de onderhandelingen rond het college gestaakt had omdat Dritty benaderd was en de partij zelf een andere kandidaat op het oog had.  Op 9 april 2021 trad hij, samen met de andere leden van het college van Gedeputeerde Staten, terug in verband met een integriteitsschandaal rondom de Stichting Instandhouding Kleine Landschapselementen in Limburg (IKL) en oud-gedeputeerde Herman Vrehen. In augustus 2021 werd hij manager bij woningcorporatie Wonen Zuid.